# Marechal Thaumaturgo
Marechal Thaumaturgo é um município brasileiro do estado do Acre. Sua população, de acordo com estimativas do Instituto Brasileiro de Geografia e Estatística (IBGE), era de 16 380 habitantes em 2014.

## Etimologia
O nome da cidade é uma homenagem ao militar Gregório Thaumaturgo de Azevedo, que fundou a cidade de Cruzeiro do Sul e foi prefeito do Alto Juruá após a anexação do Acre ao Brasil, com o Tratado de Petrópolis de 1903.

## História
Os primeiros habitantes do que um dia se tornaria o município de Marechal Thaumaturgo foram os Arara Shawãdawa, um povo Pano (ou Nawa), que atualmente habitam a Terra Indígena Jaminawa-Arara do Rio Bagé, localizada dentro dos limites do município. Também habitam a Terra Índigena Arara do Igarapé Humaitá, localizada no vizinho Município de Porto Walter.
O município de Marechal Thaumaturgo originou-se do Seringal Minas Gerais[carece de fontes?], em terras ocupadas por seringueiros brasileiros, invasores de terras peruanas a partir de política expansionista financiada pelo Governo do Amazonas.
Com a formalização do Tratado de Petrópolis entre o Brasil e a Bolívia, ficou estabelecida a extensão do Acre e, portanto, do Brasil até as cabeceiras do rio Purus. Assim o território brasileiro adentrava-se em terras consideradas como pertencentes ao Peru até o nascedouro do rio Purus.
Assim, o Tratado de Petrópolis, assinado entre a Bolívia e o Brasil, também passou a definir os limites com o Peru, o que resultou em uma série de conflitos entre o Peru e seringueiros brasileiros no ano de 1904.
Disto resultou a assinatura do Tratado do Rio de Janeiro (1909), que definiu novos limites do Brasil com Peru, e onde aproximadamente 40.000 km2 de terras da bacia do alto rio Purus foram reconhecidas como pertencentes ao Peru. Entretanto, no vale do alto rio Juruá,  o governo brasileiro comprou as terras até então habitadas por seringueiros brasileiros, consolidando-se as novas fronteiras com a assinatura do Tratado do Rio de Janeiro, em 1909, entre Brasil e Peru.
Somente em 28 de abril de 1992 foi criado o município de Marechal Thaumaturgo, a partir de um desmembramento do município de Cruzeiro do Sul.
A sede do município situa-se à margem esquerda do rio Juruá, na foz do rio Amônia. Os transportes fluvial e aéreo são os únicos meios de acesso a Marechal Thaumaturgo. O município possui uma forte dependência econômica com Cruzeiro do Sul, através do rio Juruá.
Sua economia é incipiente, baseada na agricultura de subsistência e na pecuária. Os agricultores da região costumam cultivar as praias dos rios Juruá, Amônia e Arara[carece de fontes?] com feijão, macaxeira, batata-doce, amendoim e melancia. As atividades extrativistas (látex e açaí) estão praticamente extintas devido a inviabilidade econômica e social.

## Geografia
Sua área é de cerca de 7 744 km². Limita-se ao norte com os municípios de Tarauacá e Porto Walter, ao sul e ao oeste com o Peru, e a leste com o município de Jordão.

## Organização Político-Administrativa
O município de Marechal Thaumaturgo possui uma estrutura político-administrativa composta pelo Poder Executivo, chefiado por um Prefeito eleito por sufrágio universal, o qual é auxiliado diretamente por secretários municipais nomeados por ele, e pelo Poder Legislativo, institucionalizado pela Câmara Municipal de Marechal Thaumaturgo, órgão colegiado de representação dos munícipes que é composto por vereadores também eleitos por sufrágio universal.
- Prefeito: Valdélio Furtado - PSD (2022-);[6]
- Vice-prefeito: vago (o vice assumiu a vaga ocupada pelo prefeito eleito Isaac Piyãko)[6]
- Presidente da câmara: José dos Santos Furtado "Zeca do Assis" - PSD (2021-).[7]

## Infraestrutura

### Saúde
O município de Marechal Thaumaturgo possui uma taxa de mortalidade infantil de 8,98 óbitos por mil nascidos vivos, de acordo com dados de 2020 do IBGE.
De acordo com a Secretaria de Atenção Primária à Saúde do Ministério da Saúde (MS), o Índice de Vulnerabilidade Social (IVS) deste município é de muito alta vulnerabilidade, indicador criado pelo IPEA e utilizado pelo MS na alocação de profissionais do Programa Mais Médicos.